# Minutnik
Minutnik (ljudsko ime Prenehavnik) je izvir zaganjalnik, ki se nahaja na Gorjancih, na levem bregu potoka Pendirjevka. 
Izvira iz špranje, prekrite z dolomitnim gruščem v pobočju strme grape. Voda priteka na dan v različnih časovnih intervalih, po katerih je dobil tudi ime. Spada med v Sloveniji redke zaganjalnike, na Dolenjskem pa je sploh edini izvir tega tipa.
Izvir je od leta 1992 zavarovan kot naravni spomenik.

## Značilnosti
Voda priteka na dan v časovnih intervalih, ki so pogojeni s tektonsko zgradbo zaledja izvira in hidrološkimi razmerami. Tako ob suši voda privre na dan vsakih 6 minut in teče 25 sekund. Ob manjši namočenosti terena pretok vode niha od 0,3 do 0,15 litrov na sekundo, voda pa dve minuti teče močneje in dve minuti šibkeje. Ob srednji namočenosti niha pretok vode od 0,5 do 2 litra na sekundo, voda pa 8 minut teče močneje, osem minut pa šibkeje. Ob visoki namočenosti je pretok vode večji od 10 l/s, nihanja vode pa ni opaziti.
Nihanje vode je pogojeno s tektonsko zgradbo terena. Dovodni kanali, po katerih priteka voda v glavne in stranske podzemne zbiralnike, so namreč ozki, dotekanje vode v glavne zbiralnike pa je počasnejša od njenega iztekanja skozi glavni odvodni kanal.

## Ljudska razlaga
Ljudska legenda ponuja razlago nihanja vode. Po tej legendi naj bi bilo v gori veliko jezero, v njem pa naj bi živela ogromna riba, ki s svojim gobcem občasno zapira pot vodi. Resnica je drugačna, nihanje vode pa je pogojeno s tektonsko zgradbo terena. Dovodni kanali, po katerih priteka voda v glavne in stranske podzemne zbiralnike so namreč ozki, dotekanje vode v glavne zbiralnike pa je počasnejša od njenega iztekanja skozi glavni odvodni kanal.